# Baza
Baza é um município da Espanha na província de Granada, comunidade autónoma da Andaluzia, de área 545 km² com população de 22718 habitantes (2007) e densidade populacional de 41,68 hab./km².

## Demografia

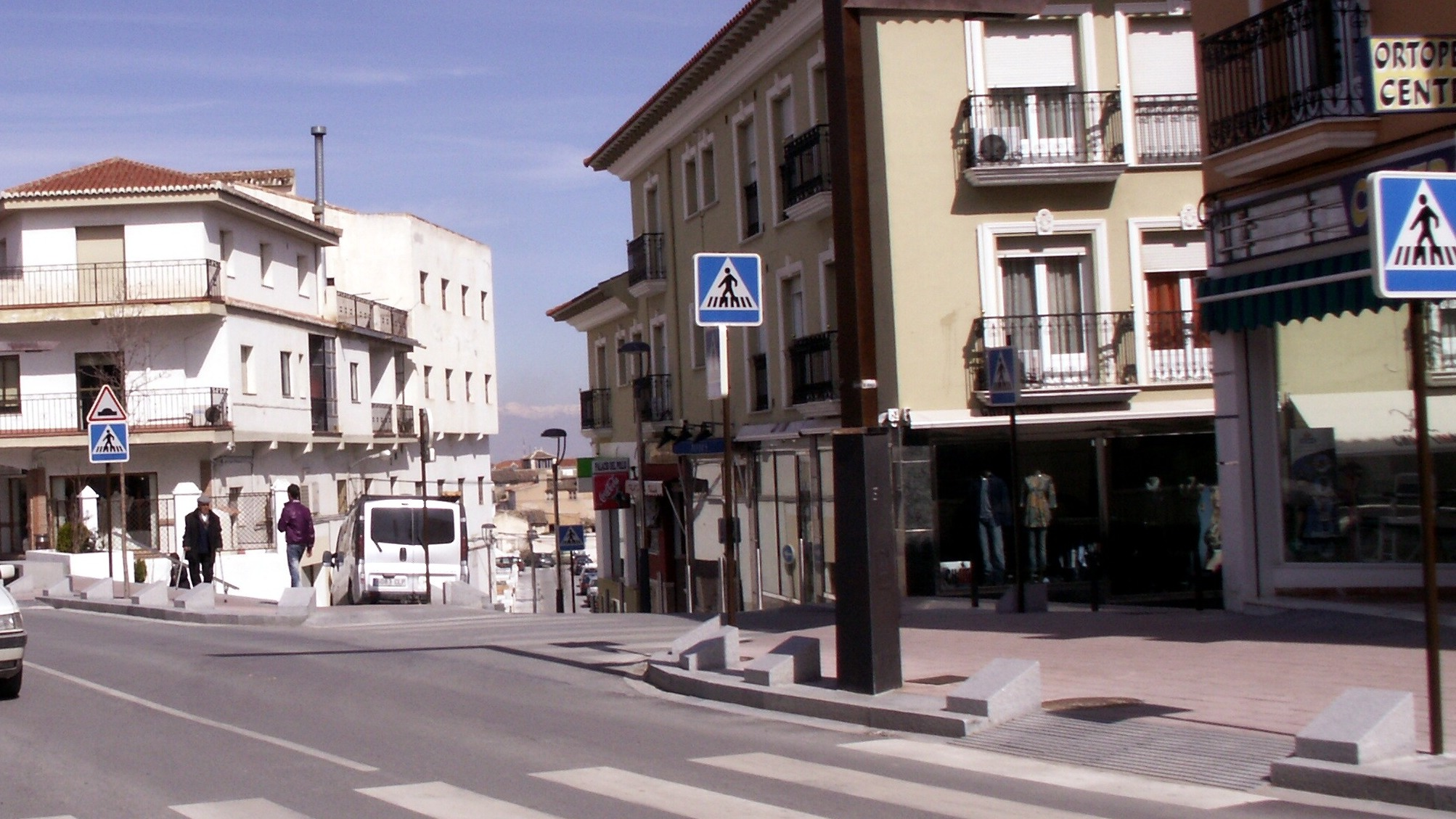
Baza (2010)

| Variação demográfica do município entre 1991 e 2004 | Variação demográfica do município entre 1991 e 2004 | Variação demográfica do município entre 1991 e 2004 | Variação demográfica do município entre 1991 e 2004 |
| --------------------------------------------------- | --------------------------------------------------- | --------------------------------------------------- | --------------------------------------------------- |
| 1991                                                | 1996                                                | 2001                                                | 2004                                                |
| 20519                                               | 20685                                               | 21808                                               | 21600                                               |